# Porfirije Perić

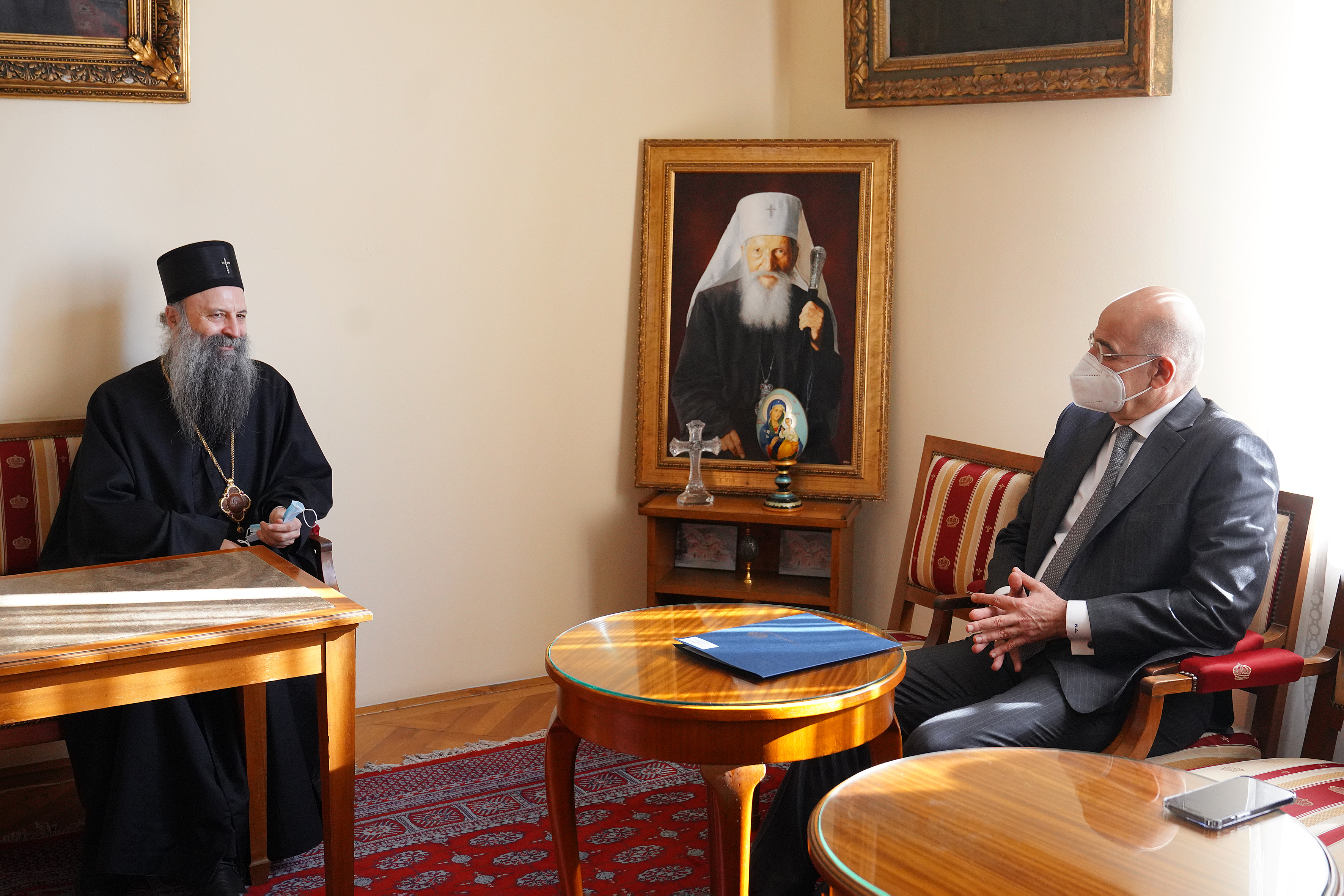
Porfirije 2021

Porfirije Perić (serbisch-kyrillisch Порфирије Перић; * 22. Juli 1961 in Bečej, Volksrepublik Serbien, SFR Jugoslawien) ist ein serbischer Geistlicher, seit Februar 2021 Metropolit von Belgrad und Karlovci, Erzbischof von Peć und Patriarch der serbisch-orthodoxen Kirche.

## Leben
Patriarch Porfirije wurde als Prvoslav Perić (kyrillisch Првослав Перић) in Bečej in der Provinz Vojvodina als erstes von drei Kindern des Ehepaars Radivoje und Radojka Perić geboren, die ursprünglich aus dem Nordosten Bosniens stammen. Er besuchte das Gymnasium in Novi Sad (Neusatz), wo er 1980 maturierte. Zunächst studierte er Archäologie, danach orthodoxe Theologie in Belgrad und schloss die Studien 1987 mit einem Diplom ab. Am 21. April 1985 wurde er im historisch bedeutsamen Königskloster Visoki  Dečani zum Mönch geweiht und erhielt den Namen Porfirije. 1986 weihte ihn der spätere Patriarch Pavle zum Diakon und 21. November 1990 erhielt er die Priesterweihe. Im selben Jahr wurde er zum Igumen (Klostervorsteher) des Klosters der Heiligen Erzengel in Kovilj und 1999 zum Vikarbischof der Batschka bestellt. 2004 promovierte er in Athen zum Doktor der Theologie zum Thema „Die Möglichkeit der Gotteserkenntnis beim Hl. Apostel Paulus in der Auslegung des Hl. Johannes Chrysostomus.“
2010 wurde Porfirije zum Militärbischof für Serbien gewählt und koordinierte die Zusammenarbeit zwischen der serbisch-orthodoxen Kirche und der serbischen Armee. Seit 2014 amtierte er als serbisch-orthodoxer Metropolit von Zagreb und Ljubljana.  Der als ökumenisch aufgeschlossene und theologisch hoch gebildet geltende Porfirije hat sich in dieser Position für Versöhnung zwischen Katholiken und Orthodoxen eingesetzt.
Von Juli 2016 bis Juli 2017 war Porfirije Mitglied der von Papst Franziskus in Auftrag gegebenen ökumenischen, kroatisch-serbischen Historikerkommission, die das Leben des früheren Zagreber Erzbischofs Alojzije Stepinac gemeinsam aufarbeiten sollte. Die Kommission konnte zwar keine Einigung erzielen, war aber ein wichtiges ökumenisches Zeichen. Nie zuvor waren Vertreter anderer Kirchen in eine laufendes Heiligsprechungsverfahren der katholischen Kirche in diesem Ausmaß eingebunden worden. Insgesamt dreimal ist Porfirije auch mit Papst Franziskus persönlich zusammengetroffen. Ein Handkuss für den Papst im Jahr 2016 wurde ihm vonseiten zahlreicher serbisch-orthodoxer Hierarchen als Verrat an der Orthodoxie angelastet. Diese Kritik wies er deutlich zurück. Häufig traf Porfirije mit dem Vorsitzenden der kroatischen Bischofskonferenz, Josip Kardinal Bozanić, und dem Apostolischen Nuntius in Kroatien, Erzbischof Giorgio Lingua, sowie anderen Vertretern der katholischen Kirche Kroatiens zusammen. Gemeinsam mit Bozanić hatte er noch am 12. Jänner 2021 an einer ökumenischen Wallfahrt von der Katholischen Kathedrale in Zagreb zur orthodoxen Bischofskirche von der Verklärung Christi teilgenommen. Wenige Wochen vor seiner Wahl besuchte er zudem das von einem schweren Erdbeben heimgesuchte Gebiet rund um Petrinja. Bei dieser Gelegenheit sagte der Metropolit wörtlich: „Wenn wir im 'Anderen' den Nachbarn sehen, dann werden alle Schwierigkeiten leichter, und sie werden leichter zu überwinden sein“. Ereignisse wie die Erdbeben seien eine Erinnerung daran, dass die Menschen dazu berufen sind, „in Verschiedenheit einig zu sein“.
Porfirije war als Zagreber Metropolit auch wiederholt Gast in der ökumenischen Mönchsgemeinschaft von Bose in Italien, zu der er freundschaftliche  Beziehungen unterhielt. In seiner Ansprache anlässlich seiner Inthronisation am 19. Februar 2021 betonte er, er habe durch diese Jahre des ökumenischen Dialogs Freude gefunden.
Die für den 23. Mai 2021 geplante Inthronisation von Patriarch Porfirije im Kloster Peć am Kosovo, dem ursprünglichen Sitz des serbischen Patriarchen, musste aufgrund der Coronakrise auf unbestimmte Zeit verschoben werden.

### Patriarch der serbisch-orthodoxen Kirche
Er wurde am 18. Februar 2021 in der Kathedrale des Hl. Sava in Belgrad zum 46. Patriarchen der autokephalen serbisch-orthodoxen Kirche gewählt und folgt damit Patriarch Irinej I. nach, der am 20. November 2020 den Folgen einer Sars-CoV-2-Infektion erlegen war. Perić, der als Vertrauter des serbischen Präsidenten Aleksander Vučić gilt, war bereits im Vorfeld als aussichtsreicher Kandidat gehandelt worden.
Auch die Wahl von Patriarch Porfirje war von der Coronapandemie überschattet. Der dienstälteste Bischof, Lavrentije (Trifunović) von Šabac und Valjevo, der vorgesehene Leiter der Patriarchenwahl, musste sich akut zur Behandlung in eine Belgrader Klinik begeben. Statt ihm übernahm Bischof Vasilije (Vadić) von Srem den Vorsitz. Der Patriarch wurde nach der sogenannten „apostolischen Wahl“ gewählt. Zunächst wählten die in Belgrad versammelten serbisch-orthodoxen Bischöfe drei Anwärter mit einfacher Stimmenmehrheit, aus diesen wurde dann gelost. Dieser Modus nimmt Bezug auf die Wahl des Apostels Matthias, wie sie in der Apostelgeschichte geschildert wird und ist auch in der koptischen Kirche bei Wahl des Patriarchen und Papstes von Alexandrien bekannt.
Aufhorchen ließ der neue Patriarch mit einem klaren Bekenntnis unmittelbar nach seiner Wahl: „Ich bin Serbe, aber vor allem bin ich Christ und das ist ein universaler Wert und daher werde ich Christus verkünden und bezeugen. Ich liebe mein Volk aber ich liebe und werde alle Völker lieben, jeden Menschen, jedes Bildnis Gottes“. Glückwünsche erreichten den neuen serbischen Patriarchen bereits unmittelbar nach seiner Wahl. Telefonisch beglückwünschte ihn etwa Patriarch Kyrill von Moskau, auch Patriarch Bartholomaios von Konstantinopel, brachte seine große Freude über das Ergebnis der Wahl zum Ausdruck.
Die feierliche Inthronisation von Patriarch Porfirije fand am Morgen des 19. Februar 2021 in der, trotz der Pandemie überfüllten Kathedrale der Heiligen Erzengel in Belgrad statt. Dabei hob das neue Kirchenoberhaupt die Friedensmission der Christen hervor. So sagte er unter anderem: "Wenn wir den Frieden Gottes in uns haben, werden wir mit unseren Mitmenschen versöhnt und wir werden mit uns selbst versöhnt sein". Was die Frage des Kosovo angeht, beharrte Porfirije allerdings auf der bekannten serbischen Position. Die Verbindung des Kosovo mit der serbischen Kirche sei wie ein heiliger Bund, so der Patriarch und er fügte hinzu: "In meinen Gebeten werden die Serben im Kosovo an erster Stelle stehen."
Als Patriarch ist Porfirije gleichzeitig Metropolit von Belgrad und Sremski Karlovci (dem Patriarchensitz unter dem Schutz der Habsburger während der osmanischen Herrschaft) sowie Erzbischof von Peć im Kosovo, dem ursprünglich Sitz des serbischen Ersthierarchen.
Neben seiner serbischen Muttersprache spricht er Kroatisch, Griechisch, Englisch und Deutsch und Russisch.
Zur serbischen-orthodoxen Kirche gehören 40 Eparchien (Bistümer) in der ganzen Welt mit rund 3.600 Gemeinden und 2.000 Priestern sowie etwa 10 Millionen Gläubigen. In Deutschland ist der Sitz des serbisch-orthodoxen Bischofs in Düsseldorf. In Wien ist aktuell der Sitz des Bischofs von Österreich und der Schweiz.

### Reaktionen aus der Ökumene auf die Wahl von Patriarch Porfirije
Der Vorsitzende der kroatischen Bischöfe, Kardinal Josip Bozanić, zeigte sich in einem Glückwunschschreiben erfreut über die Wahl des früheren orthodoxen Metropoliten von Zagreb zum serbischen Patriarchen und drückte die Hoffnung aus, dass sich ein der gemeinsamen Geschichte ein neues Kapitel des gegenseitigen Verständnisses, der Wertschätzung und Versöhnung und vor allem der Zusammenarbeit zum Wohl der Gläubigen beider Kirchen aufgeschlagen werde.
Die katholischen Bischöfe Serbiens setzen große Hoffnungen in den neuen Patriarchen. In ihrer Glückwunschadresse bezeichnen sie die Aufgabe des Patriarchen als „Leuchtturm“ für alle Menschen in Serbien, der eine unersetzliche Aufgabe der Versöhnung und des Ausgleichs nicht nur für die Gläubigen, sondern für alle Menschen in der Republik Serbien habe.
Der Wiener Erzbischof Kardinal Christoph Schönborn drückte seine große Freude über die Wahl des Metropoliten Porfirije zum Patriarchen aus, erinnerte an dessen starkes ökumenisches Engagement und äußerte die Hoffnung, den Patriarchen bald in Österreich begrüßen zu können.
Bischof Georg Bätzing brachte in einem Glückwunschtelegramm die Dankbarkeit der deutschen Bischofskonferenz für die guten Beziehungen zur serbischen Orthodoxen Kirche zum Ausdruck: „Wir freuen uns auf den weiteren ökumenischen Austausch und sind uns sicher, dass Sie diesen Dialog mit fördern werden“, so der Vorsitzende der deutschen Bischöfe an Patriarch Porfirije.